# ショーレム・アレイヘム

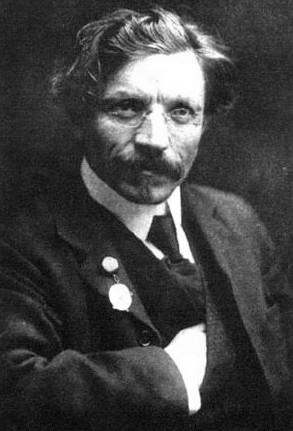

ショーレム・アレイヘム（イディッシュ語: שלום־עליכם、英語: Sholem Aleichem、ヘブライ語: שלום עליכם、1859年3月2日（ユリウス暦2月18日） - 1916年5月13日）は、ウクライナ出身のイディッシュ劇作家、小説家、ジャーナリスト。小説家というよりは劇作家と呼ぶほうが良いとも言われる。

## 名前
本名はソロモン・ラビノヴィッツ（Solomon(Shlomoh) Ya'aqobh Rabinowitz, Šolem Jakov Rabonovič）。ショレム・アレイヘム、ショラム・アレイヘム、ショーロム・アレイヘムとも。「ショレム・アレイヘム」とはイディッシュ語では「あなたに平和を」というほどの日常的挨拶。詩篇など参照。
アラビア語「アッサラーム・アライクム」に相当するが、使われる場面はやや異なる。ショーロム・アレイヘムなどの発音もある。

## 生涯
キエフ近郊ペレヤスラウ生まれ。少年時代から執筆活動を行い、オデッサ、キエフ等でジャーナリスト生活に入った。
1889年、キエフで雑誌『ユダヤ民衆文庫』（Folksbibliotek）を創設。これは、自らの伝統の豊かさに源を求めるが、また周辺の文化と歩調を合わせる文学を提唱することによって、輝きを失ったイディッシュ語文学の再興を試みたものである。
はじめコンパクトな短編で読者の心を捉え、次第に連作形式の小説から長編小説へと手を伸ばした。連作の短編としては『牛乳屋テヴィエ』（『屋根の上のバイオリン弾き』の項を参照）、長編では『ステンペーニュ』、『嵐の中で』、遺作『Mottel the Cantor's Son』など。
1905年アメリカに渡り、1906年のアメリカ滞在時にマーク・トゥエインと会う。マーク・トゥエインは、ショーレム・アレイヘムに「私がアメリカのショーレム・アレイヘムです」と自己紹介したという。
のち一時ヨーロッパに戻り、イタリアに住んだが、1914年の第一次世界大戦の勃発で再びニューヨークへ移住した。1916年、結核と糖尿病を併発してニューヨークで逝去。葬儀には10万人が参列した。ニューヨーク州クイーンズ区のマウントカーメル墓地に埋葬され、生前に決めていた文面が墓石に刻まれた。
郷土のシュテットルのユダヤ教徒の生活を描いたユーモラスな作品が多いといわれ、イディッシュ語の口語性をみごとに活かしきっている。「ユダヤ教徒の純情」さを描いて同志愛の必要性を促したともいわれる。
アメリカ、故郷のウクライナなどに記念碑が建立されているほか、水星のクレーターに命名されている。

## イディッシュ文学の大衆化
19世紀前半には、ロシア帝国内においてもハスカラーの影響を受けてイディッシュ語の近代化を目指す作家が現れたが、彼らにとってイディッシュ文学は「民衆啓蒙」の手段に過ぎなかったといわれる。「西洋近代文学に追いつけ、追い越せ」の気負いに満ちていたが、「民衆への啓蒙」という姿勢に縛られがちで、頭でっかちなものになりがちだったといわれる。
19世紀後半になると、近代イディッシュ文学の揺籃期（『イディッシュ・ルネッサンス』）が訪れた。ショーレム・アレイヘム、メンデレ・モイヘル・スフォリム、イツホク・ペレツの三人は、イディッシュ文学の第一世代・師といわれ、イディッシュ文学史の黄金時代に位置するともいわれる。彼は「饒舌な口語体」を用い、「イディッシュ文学の大衆化」に道を開いたといわれる。演劇自体はあまり多作ではないが、物語や小説は多くのイディッシュ演劇の俳優、作家、プロデューサーにとって着想の源となり、舞台に生かされる。

## 作品と文献案内
- "der oytser"『宝』, 1908年（演劇）
- "Stampenyu", 1913年
- "Jewish children", 1920年
- "dos groyse gevins"『大儲け』, 1925年（演劇）
- "The old country", 1946年
- "Tevye’s daughters", 1948年
- "Tevye der milkhiger", 1894年 『牛乳屋テヴィエ』（屋根の上のバイオリン弾きの原作）
  - 『牛乳屋テヴィエ』西成彦訳, 岩波文庫, 2012年, ISBN 4003277910

## 参考資料
- My Father, Sholom Aleichem, by Marie Waife-Goldberg
- Liptzin, Sol, A History of Yiddish Literature, Jonathan David Publishers, Middle Village, NY, 1972, ISBN 0-8246-0124-6. 66 et. seq.